# 牛アデノウイルス病
牛アデノウイルス病（うしあでのういるすびょう、英:bovine adenovirus infection）とは、アデノウイルス科に属するDNAウイルスであるウシアデノウイルスA-C、ヒトアデノウイルスC、羊アデノウイルスAなどの感染を原因とするウシおよびヒツジの感染症。発熱、呼吸器症状、下痢などを示し、子牛において多発性関節炎、虚弱症候群を引き起こす。ワクチンが市販されている。